# Pseudomyrmex laevifrons
Pseudomyrmex laevifrons är en myrart som beskrevs av Ward 1989. Pseudomyrmex laevifrons ingår i släktet Pseudomyrmex och familjen myror. Inga underarter finns listade i Catalogue of Life.

## Bildgalleri

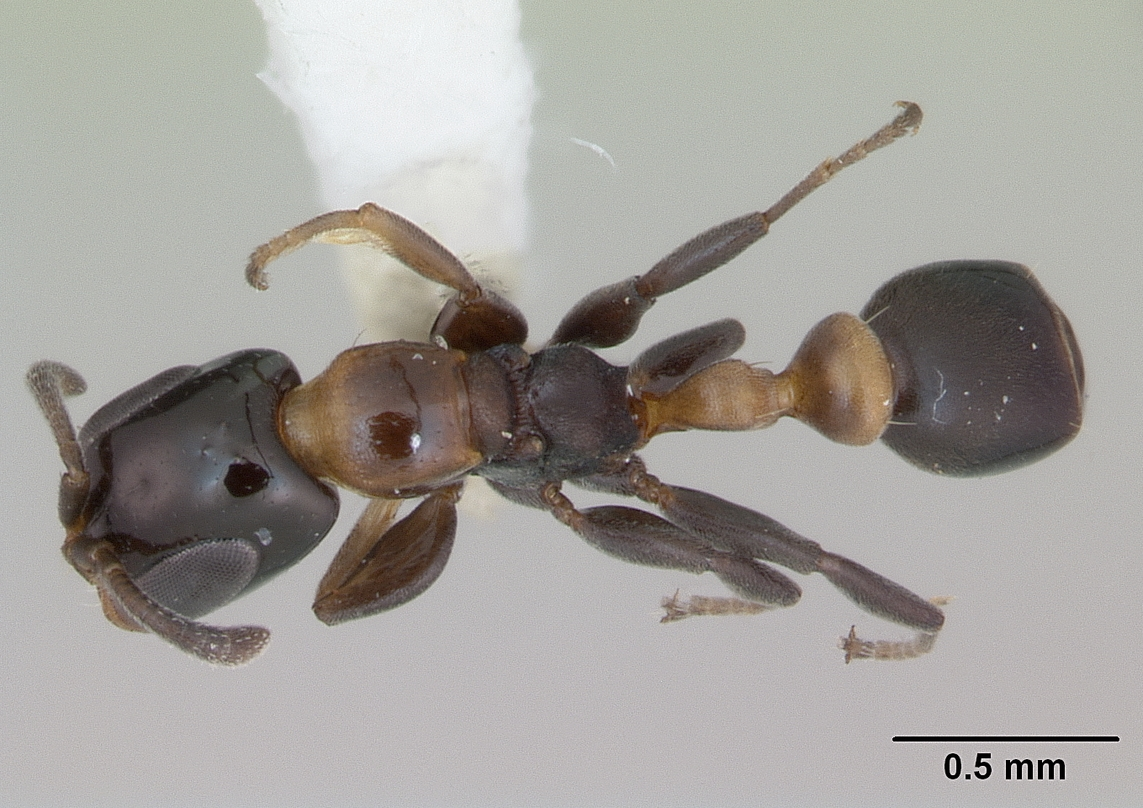
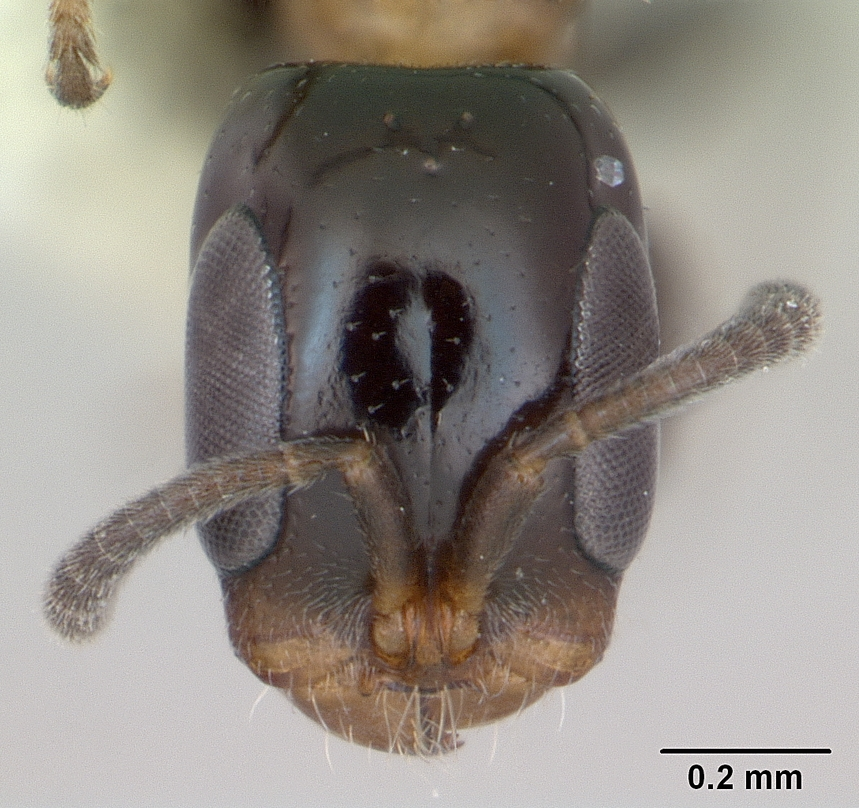
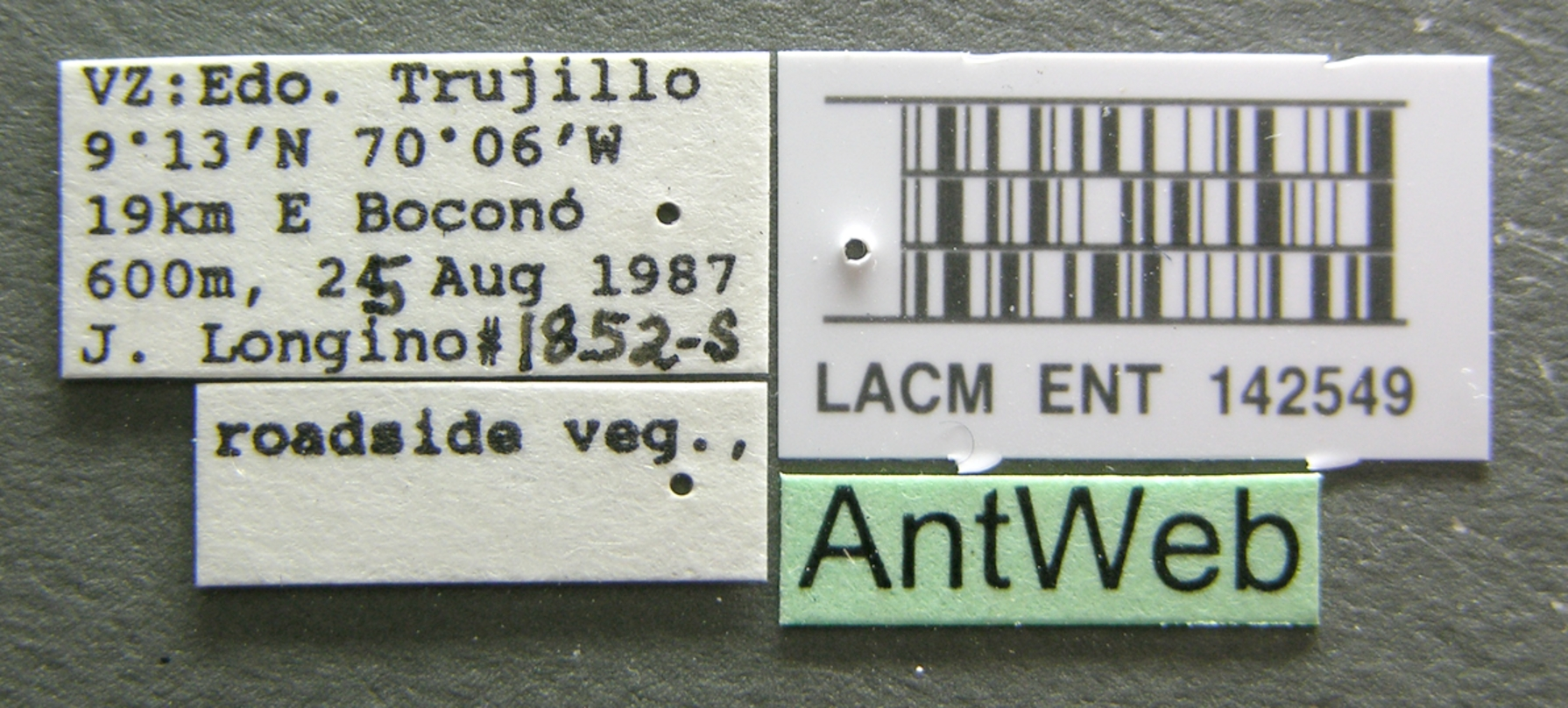
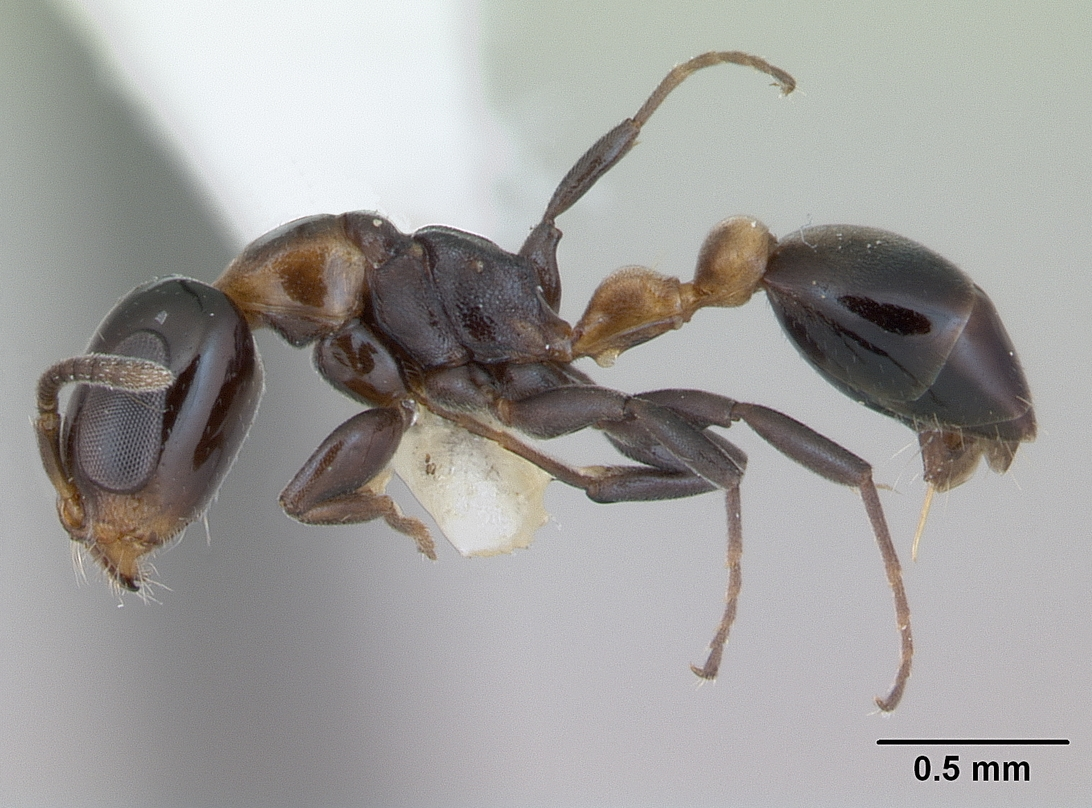